# Jorge Cabral

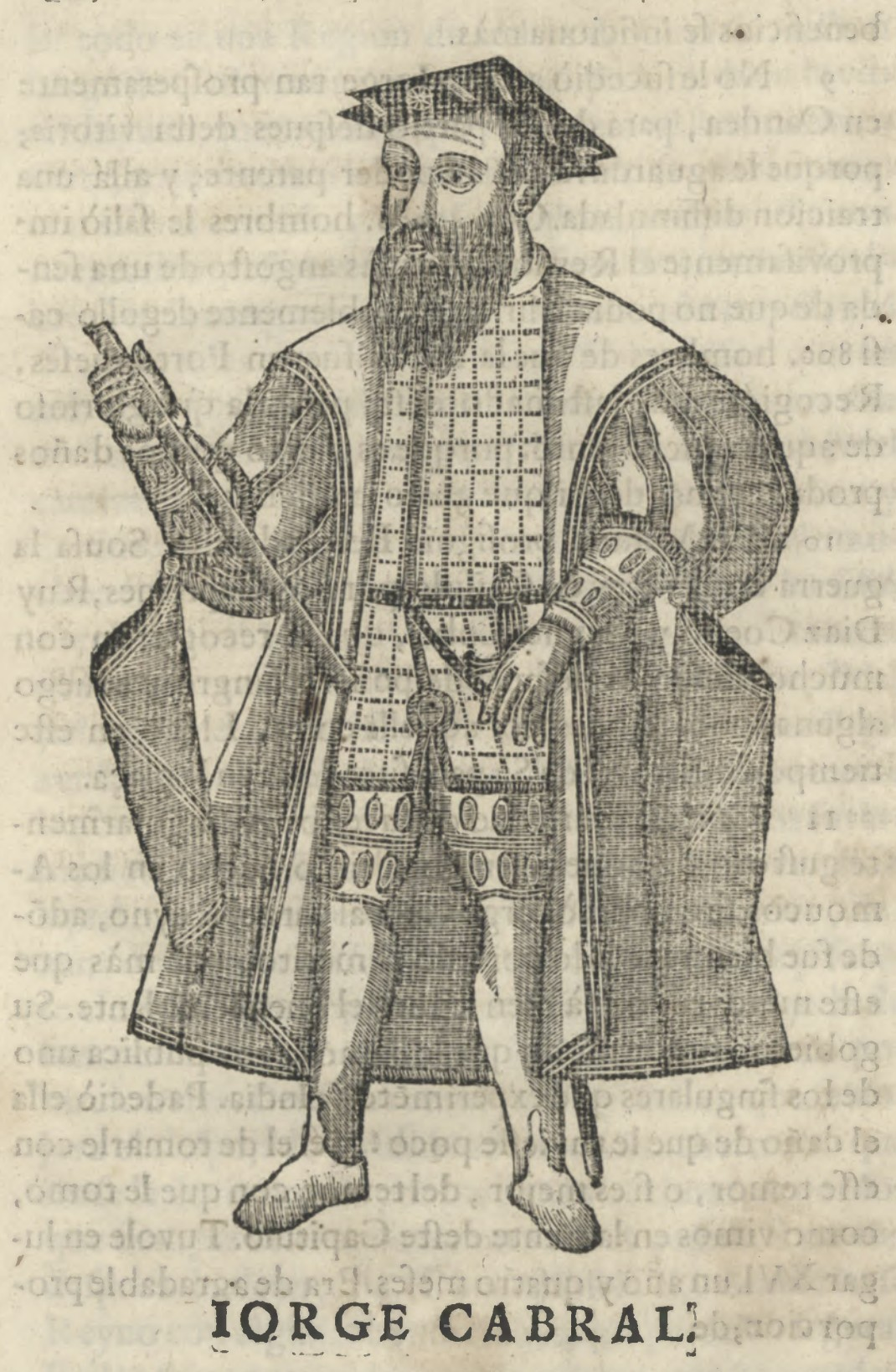
Jorge Cabral.

Jorge Cabral (1500 — ????) fue un militar portugués y  15.º gobernador de la India (1549-50), sucediendo a Garcia de Sá en un cargo de mucho prestigio.
Era hijo de João Fernandes Cabral, señor de Azurara y de Joana de Castro y sobrino de Pedro Álvares Cabral, el famoso almirante que descubrió Brasil. Su esposa, Lucrécia Fialho, fue la primera esposa de un gobernador de la India que vivió en ese país. Luchó durante muchos años en la India, antes de convertirse en gobernador, tras la muerte de Garcia de Sá.
| Predecesor: Garcia de Sá | 15.º gobernador de la India portuguesa 1549 — 1550 | Sucesor: Afonso de Noronha |